# Imbanda
Imbanda, é um curandeiro africano e xamã, oriundo da região norte de Angola.

## Descrição
Imbanda, significa curandeiro em quimbundo, sendo muitas vezes referidos pelo seu plural, quimbanda ou otyimbanda que significa curandeiros.
Sem terem apoio da ciência moderna, ou da medicina ocidental, os kimbanda, prestam um serviço à comunidade, sendo capazes de diagnosticar, prevenir, tratar e curar as doenças próprias da época, hereditárias ou não.
Com os seus conhecimentos e experiência em terapêuticas obtidas a partir dos seus conhecimentos da natureza e dos recursos naturais agrícolas, florestais, hídricos, e minerais, os kimbanda, asseguraram no passado, a saúde pública em Angola.
Presentemente, apesar de continuarem com as suas práticas de medicina tradicional, são mais procurados pelas suas capacidades como xamâ.